# Johannes Daniël van Lennep
Johannes Daniël van Lennep est un philologue néerlandais, professeur d'université, né à Leeuwarden le 18 novembre 1724 et mort le 6 février 1771 à Burtscheid près d'Aix-la-Chapelle.

## Biographie
Fils d'un militaire, Theodor Van Lennep, basé à Leeuwarden, et de Sibilla Maria Louisa Hoefman, Johann Daniël van Lennep fréquente à partir de 1732 l'école latine de sa ville natale, Leeuwarden ; à partir du 2 septembre 1742 et jusqu'en 1747, il est étudiant à l'université de Franeker où il a en particulier comme professeur Lodewijk Caspar Valckenaer ; il poursuit sa formation à l'université de Leyde de septembre 1747 à 1752, où il suit les cours de Tiberius Hemsterhuis. En 1747, il publie à Leeuwarden son premier ouvrage de philologie, Coluthi Raptus Helenae, une édition de l'épyllion du poète grec Coluthos L'Enlèvement d'Hélène.
En 1752, il est nommé professeur de grec et de latin à l'Université de Groningue, poste qu'il inaugure le 12 septembre en prononçant un discours Oratio de linguarum analogia, qu'il fait publier à Groningue la même année ; il est nommé recteur de l'université en 1762, et occupe ce poste jusqu'au 3 septembre 1763, date à laquelle il démissionne de cette fonction en prononçant un discours (Oratio de altitudine dictionis sacræ Novi Testamenti) où il soutient que le grec utilisé dans le Nouveau Testament doit être considéré comme une langue de grande qualité.
Le 31 août 1767, il est nommé professeur de langue grecque à l'université de Franeker. 
Lennep souffre de paralysie à partir de 1768, et se fait soigner aux bains près d'Aix-la-Chapelle. Il meurt à Burtscheid, près d'Aix, lors d'un de ses voyages.
Après sa mort, Valckenaer publie son édition des lettres de Phalaris, et son ancien élève Everard Scheidius publie deux de ses ouvrages à titre posthume.

## Œuvres
- Coluthi raptus Helenae, graece et latine cum notis variorum. Accedunt eiusdem animadversionum libri tres, Leeuwarden, 1747 ; réédition en 1825 : Lire en ligne;
- Oratio de linguarum analogia, ex analogicis mentis actionibus probata, Groningue, 1752 ;
- Oratio de altitudine dictionis sacræ Novi Testamenti ad excelsam Longini disciplinam exacta, Groningue, 1763 ;
- Phalaridis Epistolae, quas latinas fecit, et interpositis Caroli Boyle notis, commentario illustravit Joannes Daniel a Lennep, mortuo Lennepio, finem operi imposuit, praefationem et adnotationes fixit L. C. Valckenaer, Groningue, 1777 ;
- In analogiam linguae graecae, Utrecht, 1778 ;
- Etymologicum linguae graecae, Utrecht 1790 (édité par Scheidius) Lire en ligne ; seconde édition augmentée, Utrecht, 1808, 2 vol. ;
- Praelectiones academicae de analogia linguae graecae, Utrecht 1790 (édité par Scheidius).